# نائوتو کان
نائوتو کان (به ژاپنی: 菅 直人) (زادهٔ ۱۰ اکتبر ۱۹۴۶) نخست‌وزیر پیشین ژاپن است، وی از ۸ ژوئن ۲۰۱۰ (۱۵ خرداد ۱۳۸۹) تا ۲۶ اوت ۲۰۱۱ (۴ شهریور ۱۳۹۰) نخست‌وزیر ژاپن بود.

## اوایل زندگی
کان در ۱۹۴۶ در شهر اوبه، واقع در استان یاماگوچی ژاپن زاده شد. پدرش هیسائو یک ناظر کارخانهٔ شیشه‌سازی بود. وی در ۱۹۷۰ از دانشکدهٔ تکنولوژی توکیو فارغ‌التحصیل شد. به‌گفتهٔ خودش سرگرمی‌های وی بازی گو، شوگی و ماهجونگ هستند. وی در ۱۹۷۳ دستگاه اختراعی خود را برای محاسبهٔ سیستم امتیازبندی پیچیدهٔ فال ماهجونگ به ثبت رساند.

## فعالیت
پس از فارغ‌التحصیل شدن از دانشگاه، کان به‌مدت ۴ سال در دفتر ثبت اختراع مشغول به‌کار بود. کان همچنین برای چندین سال در جنبش‌های مدنی مردمی فعال بود، وی همچنین در هیئت کمپین انتخاباتی فوسائی ایچیکاوا، یک فعال حقوق زنان خدمت کرده‌است.
وی در ۱۹۸۰ به‌عنوان یک عضو از حزب سوسیال دموکرات ژاپن موفق به کسب یک کرسی از مجلس عوام ژاپن شد.
کان نخستین رئیس حزب دموکراتیک ژاپن بود و در ۱۹۹۸ به‌مدت کوتاهی ریاست این حزب را بر عهده داشت، وی همچنین بین سال‌های ۲۰۰۲ تا ۲۰۰۴ ریاست این حزب را بر عهده داشت.

## نخست‌وزیری

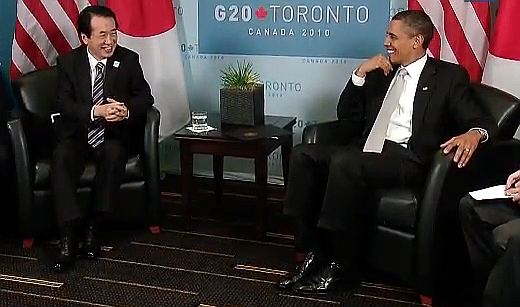
نائوتو کان، نخست وزیر، و باراک اوباما، رئیس جمهور، پس از دیدار در اجلاس G-۲۰ تورنتو در سال ۲۰۱۰ در شهر تورنتو، استان انتاریو در ۲۷ ژوئن ۲۰۱۰ با مطبوعات صحبت کردند.

در ۲ ژوئن ۲۰۱۰، یوکیو هاتویاما اعلام کرد قصد دارد استعفای خود را به‌عنوان رهبر حزب دموکراتیک ژاپن و همچنین نخست‌وزیری ژاپن ارائه دهد. پس از استعفای یوکیو هاتویاما، کان در سن ۶۳ سالگی، با ۲۹۱ به ۱۲۹ رأی موفق به شکست رقیب نه‌چندان شناخته‌شده‌اش، ایچیرو اوزاوا شد و به رهبری حزب دموکراتیک ژاپن نایل گشت. امپراتور آکی‌هیتو نائوتو کان را به‌طور رسمی به‌عنوان ۹۴اُمین نخست‌وزیر ژاپن در ۸ ژوئن ۲۰۱۰ منصوب کرد.
وی پیش از نایل گشتن به ریاست حزب دموکرات و مقام نخست‌وزیری، وزیر دارایی ژاپن نیز بوده‌است.

### استعفا
وی پس از چندین ماه تحت فشار بودن برای حوادثی چون زمین‌لرزه و سونامی و بحران هسته‌ای سرانجام در ۲۶ اوت ۲۰۱۱ (۴ شهریور ۱۳۹۰) پس از حدود ۱۵ ماه انجام وظیفه در مقام نخست‌وزیری استعفا داد.